# Seznam violinistov 1750 - 1900
- Leopold Auer (von)(1845 - 1930)
- Charles Auguste de Bériot (1802 - 1870)
- Franz Berwald (1796 - 1868)
- Pierre Baillot * 1771 - † 1842
- František Benda * 1709 - † 1786
- Bartolomeo Campagnoli * 1751 - † 1827
- Fredinand David (1810 - 1873)
- Joseph Joachim (1831 - 1907)
- Jan Kubelik (1880 - 1940)
- Karol Josef Lipinski (1790 -1862)
- Jacques Féréol Mazas (1782 - 1849)
- Niccolò Paganini (1782 - 1840)
- Gaetano Pugnani * 1731 - † 1798
- Pierre Rode * 1774 † 1830
- Hubert Ries (1820? - ?)
- Franz Ries (1846-1932)
- Alessandro Rolla * 1757- † 1841
- Camillo Sivori (1815 - 1894)
- Josef Suk (1874 - 1935)
- Giovanni Battista Viotti(1755 - 1824)
- Henri Vieuxtemps (1820 - 1881)
- Eugène Ysaÿe    (1858 - 1931)
- Henryk Wieniawski (1835 - 1880)